# TEP1
La protéine TEP1, pour l'anglais Telomerase-associated Protein 1, est une enzyme encodée chez l'homme par le gène TEP1 situé sur le chromosome 14 humain. Elle entre dans la composition du complexe ribonucléoprotéique responsable de l'activité télomérase qui catalyse l'addition de nouveaux télomères à l'extrémité des chromosomes. Ces protéines sont conservées chez les espèces allant des ciliés aux humains.
Avec la protéine VPARP, il s'agit de l'une des deux protéines de voûte mineures, constituant les organites appelés voûtes.